# Midnight Club II
Midnight Club II – kontynuacja Midnight Club: Street Racing Gra została wydana na konsole PlayStation 2 oraz Xbox. Została również wydana wersja na komputery osobiste. Akcja gry rozgrywa się w trzech rzeczywistych miastach: Los Angeles, Paryżu oraz w Tokio. W miastach z gry można spotkać najbardziej charakterystyczne obiekty z rzeczywistych miast, które są odwzorowane w grze. Oprócz trybu dla jednego gracza istnieje również możliwość gry wieloosobowej zarówno w internecie jak i sieci lokalnej.
Gracz wciela się w postać kierowcy biorącego udział w nielegalnych wyścigach ulicznych, którego celem jest zostanie najlepszym kierowcą tego typu wyścigów na świecie. W ciągu całej fabuły ani razu nie zostaje pokazana twarz głównego bohatera ani jego imię; również głos bohatera pozostaje nieznany.
Podczas gry, gracz ma możliwość swobodnej jazdy po mieście. Na mapie gry są zaznaczeni kierowcy, z którymi można się ścigać. W celu rozpoczęcie wyścigu należy podjechać do wybranego kierowcy i zamrugać do niego za pomocą świateł drogowych samochodu.
Pomiędzy wyścigami wyświetlane są krótkie filmiki.
Oprócz samochodów w grze, gracz może również poruszać się za pomocą motocykli, które w pierwszej części gry były niedostępne.
W 2012 roku w ramach promocji, na platformie Steam użytkownik mógł dodać grę do biblioteki za darmo.

## Ścieżka dźwiękowa
- "Blue Owl" Napisany przez: Simon Berry
- "Rococco" Napisany przez: Tony Rapacioli
- "Stealth" Napisany przez: Simon Berry
- "Simon and Lisa" Napisany przez: Leo Wyndham, Chris Marigold
- "Home Videos" Napisany przez: Leo Wyndham, Chris Marigold
- "When I Fall In Love" Napisany przez: Austin Bascom
- "Escaping Sao Paulo" Napisany przez: Simon James, Dan Hastie
- "Round About Midnight" Napisany przez: Jo Bakke
- "Timeshift" Napisany przez: Matthew Jackson, Matthew Dunning
- "Aurora" Written and Produced By: Justin Spier
- "Elements of Trance – DJ Kim's Reload Mix" Napisany przez: M. Mix, B.N. Magix
- "Electrified" Napisany przez: Robert Gitelman, Jaron Martinez
- "Syntrax" Napisany przez: Eric Del Mar, Ray Clarke
- "Only A Illusion" Napisany przez: Michael Da Brain
- "Demon of the Church" Napisany przez: Frank D. Noise
- "Something For Your Mind" Napisany przez: Michael Baur
- "Brain Train Psycho" Napisany przez: Frank D. Noise
- "Question" Napisany przez: Frand D. Noise
- "Paranoize" Napisany przez: Stephane K, Satoshi Tomiie
- "Mirage" Napisany przez: Kenji Eto
- "Silver Screen (Shower Scene)" Napisany przez: Felix Stallings Jr., Bobby Orlando, David Jenefsky, Tommie Lorello
- "Sequel 2 Sub" Napisany przez: Felix Stallings Jr.
- "Nix" Napisany przez: Stefan Altenburger
- "It's Good For You To Meet People Like Us" Napisany przez: Stefan Altenburger
- "Outrun" Napisany przez: Thomas Bangalter
- "Turbo" Napisany przez: Thomas Bangalter
- "Extra Dry" Napisany przez: Thomas Bangalter
- "Space Station" Napisany przez: David Trusz
- "Live 135" Napisany przez: Jim Crowley
- "Midnight Club Theme" Napisany przez: A. Aguilar
- "Midnight Club II" Napisany przez: D. Blue, A. Aguilar
- "Let's Go" Napisany przez: T. Dotson, A. Thelusma
- "Put your Top Down" Napisany przez: T. Dotson, E. Rhea
- "Ride Out" Napisany przez: A. Aguilar
- "G'z Up" Napisany przez: J. Hernandez, R. Gonzales
- "What Is It" Napisany przez: T. Flaaten, D. Clear
- "Jump Jet" Napisany przez: Richard Woolgar, Glyn Thomas ~ Keith Adams, All Game Guide